# Laon
Laon (pronuncia: /lɑ̃/) è un comune francese di 24 091 abitanti capoluogo del dipartimento dell'Aisne della regione dell'Alta Francia.

## Storia
La città antica, costruita su un colle isolato in una regione fertile, sorgeva probabilmente nel luogo dell'antico oppidum celta di Bibrax, conosciuto in seguito alla seconda campagna di Gaio Giulio Cesare del 57 a.C. (vedi Conquista della Gallia). Era abitato dal popolo dei Remi. 
La città fu chiamata successivamente, in età romana e medievale, Laudunum o Lugdunum Clavatum, Laudunensis e Laodunum, toponimi che conservano la radice celtica Dun avente il significato di "fortezza", "rocca". La città mostra ancora adesso chiare testimonianze della sua storia medievale, fu infatti città regale durante il regno merovingio e carolingio. Divenne sede vescovile nel 496 o nel 497, suffraganea di Reims. 
La diocesi di Laon, soppressa in seguito alla rivoluzione francese e aggregata alla diocesi di Soissons, è stata molto importante in quanto il vescovo di Laon aveva il titolo di "pari di Francia".
A causa delle sue fortificazioni, la collina sulla quale sorge è soprannominata Montagna incoronata.
Laon è stata sede di molti eventi bellici. Difesa e quasi inaccessibile, per la posizione elevata, subì numerosi assedi. Luigi IV d'Oltremare, che la assediò due volte, vi morì prigioniero nel 953; fu assediata anche da Ugo Capeto nel 988. Sostenne molti altri assedi nella Guerra civile tra Armagnacchi e Borgognoni. Nel XVII secolo fu coinvolta nelle guerre religiose e della fronda parteggiando per la Lega Cattolica. Il 9 e 10 marzo 1814 Napoleone combatté con i Prussiani di Blücher. Nel 1815 si ebbe una strenua resistenza agli alleati (Settima coalizione) da parte dell'armata francese che vi si era ritirata dopo la battaglia di Waterloo. Nel 1870 fu assediata e presa dai Prussiani. La città subì inoltre gravi perdite nelle due guerre mondiali.

## Società

### Evoluzione demografica
Abitanti censiti

## Monumenti e luoghi d'interesse

### Architetture religiose
- Cattedrale di Nostra Signora, importante esempio dell'architettura gotica. Domina la collina, la città e i suoi dintorni. Venne edificata fra il 1150 e il 1180. Ha una lunghezza di 110 metri ed è servita come esempio per la costruzione delle cattedrali di Chartres e di Parigi.
- Palais épiscopal. Il Palazzo vescovile, situato sul lato nord della Cattedrale, coevo a quest'ultima, ospita oggi il Tribunale di (prima) istanza cittadino. All'interno si conserva la grande sala del vescovo dai bei capitelli, e due cappelle sovrapposte del XII secolo.
- Hôtel-Dieu, antico ospedale, risale alla seconda metà del XII secolo.
- Chapelle des Templiers. La Cappella dei Templari, risalente al XII secolo, presenta pianta ottagonale e un campanile, oggi fa parte del Musée d'Art et d'Archéologie della città.
- Chiesa di San Martino, già appartenente all'Ordine Premonstratense, venne fondata nel 1124 ed edificata allo stesso tempo della cattedrale. La facciata, a due alte cuspidi, venne realizzata nel 1270. I palazzi abbaziali, del 1620 circa, vennero adibiti ad ospedale dopo la Rivoluzione francese.

### Architetture militari
- Cinta muraria. La città conserva le mura che vennero erette a partire dall'XI secolo. Fra il XII e il XIV secolo vennero ampliate a fortificare il quartiere ovest del Bourg e verso il 1350 tutta la città alta venne fortificata.

## Amministrazione

### Gemellaggi
La città è gemellata con:
- Soltau
- Winchester

## Galleria d'immagini

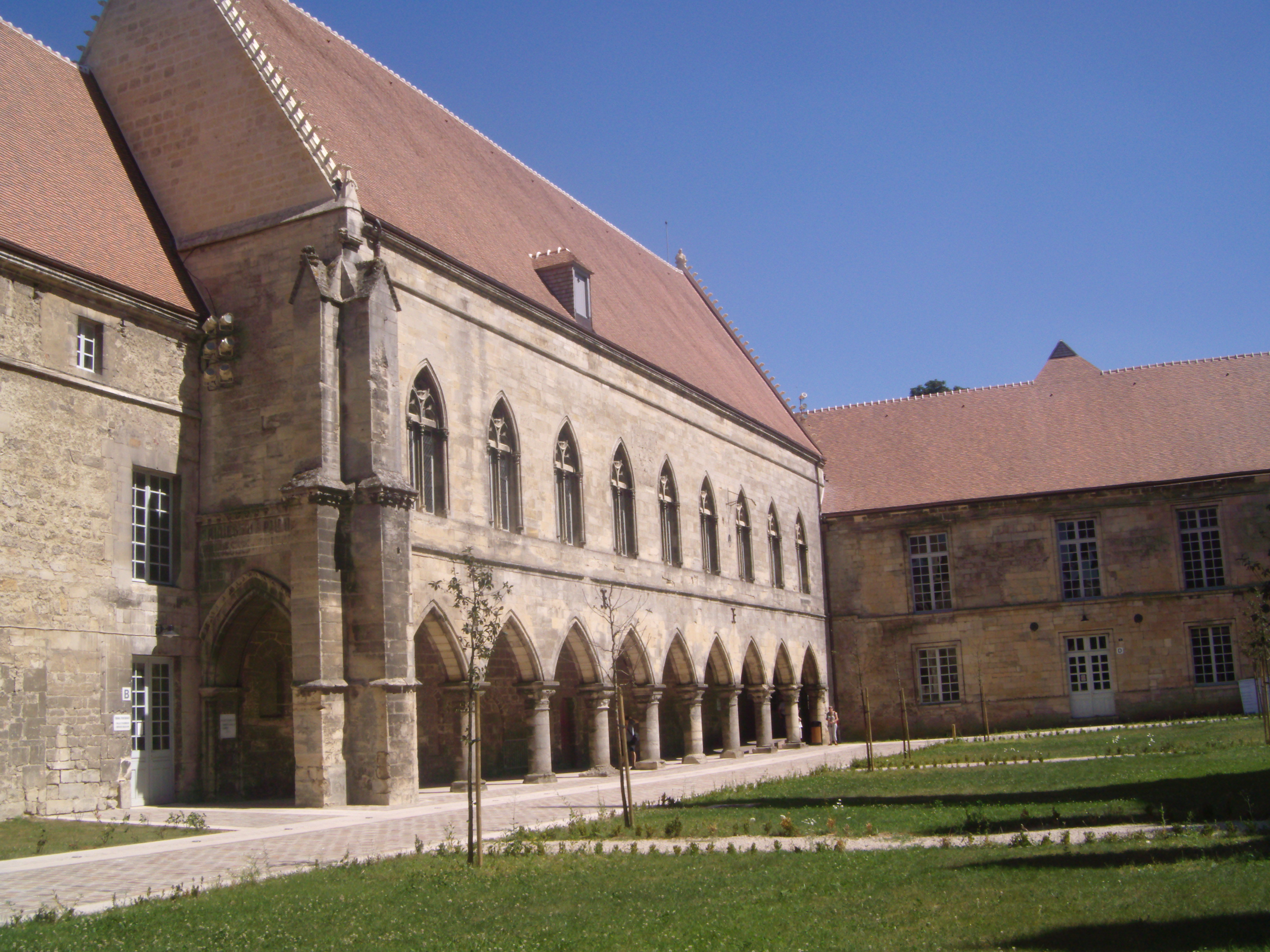
L'antico Palazzo vescovile
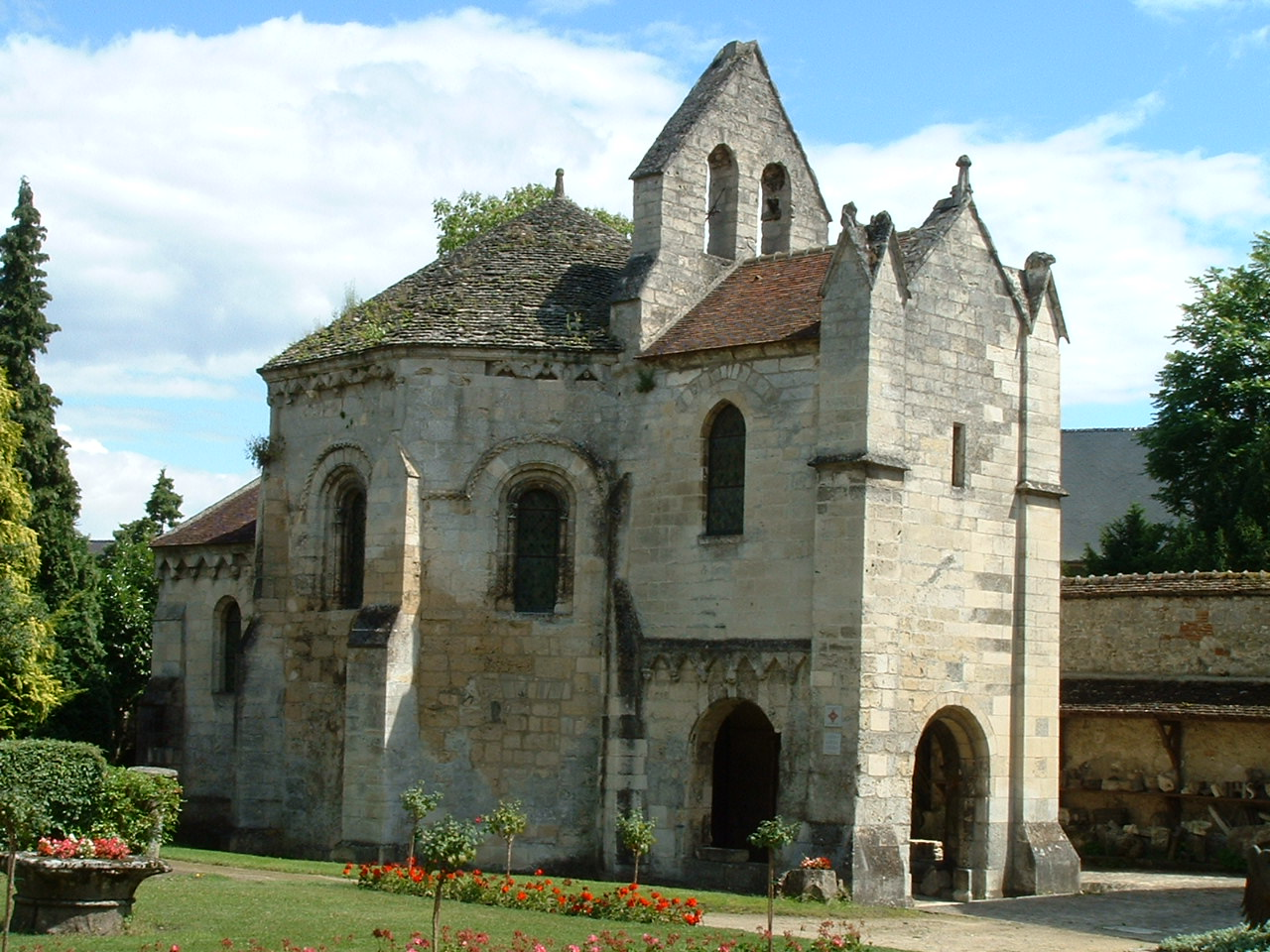
La Cappella dei Templari
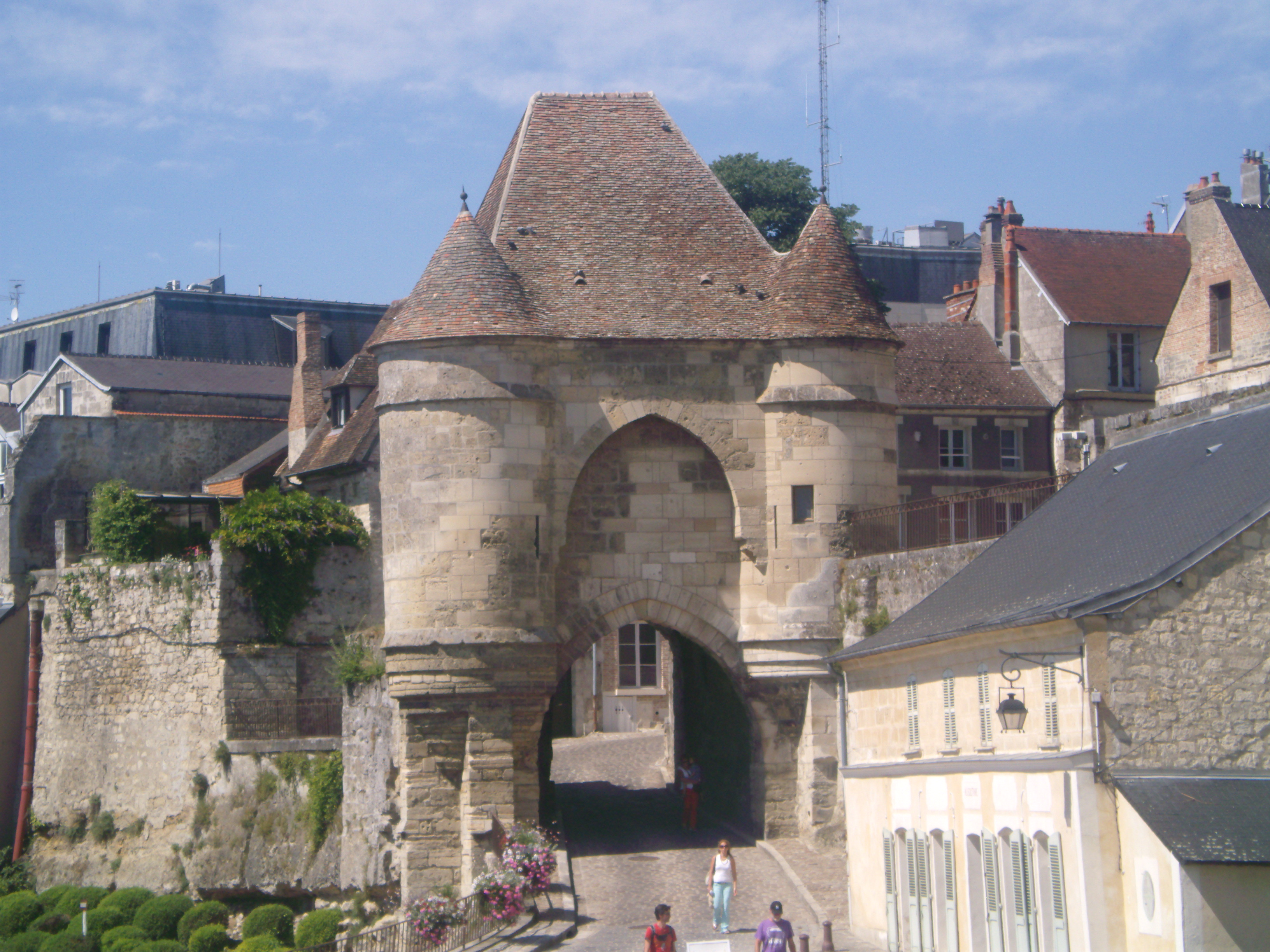
La Porte d'Ardon
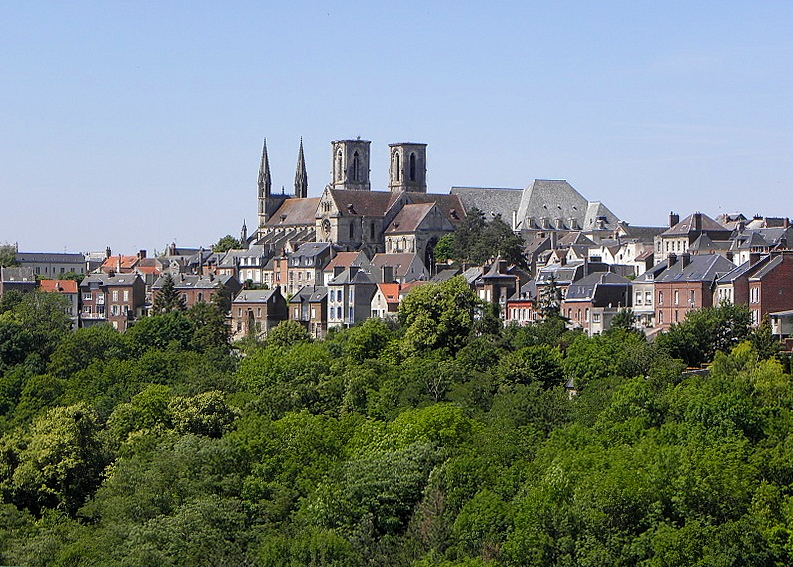
La chiesa abbaziale
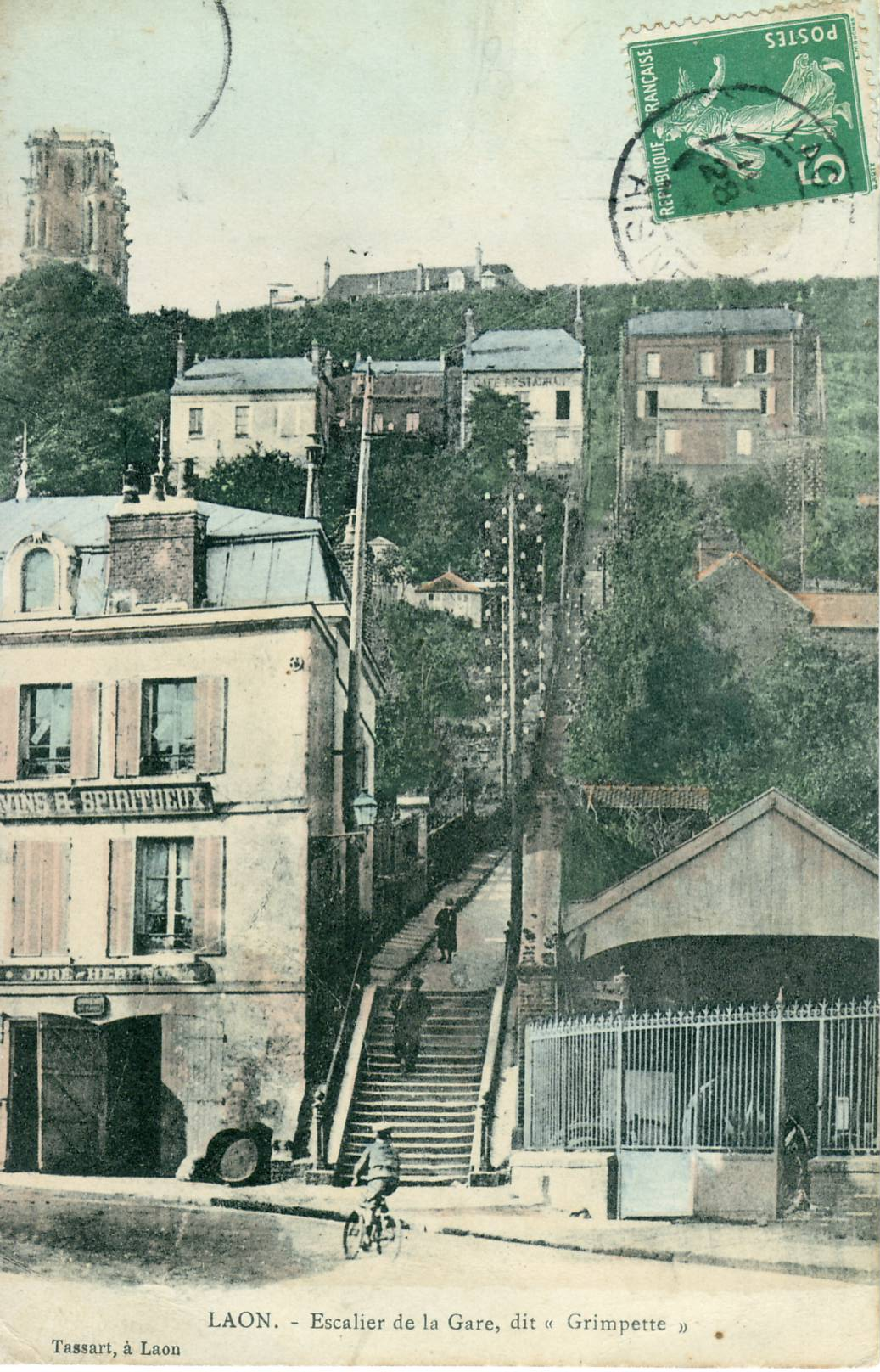
La scala di accesso alla parte alta della città, detta Grimpette
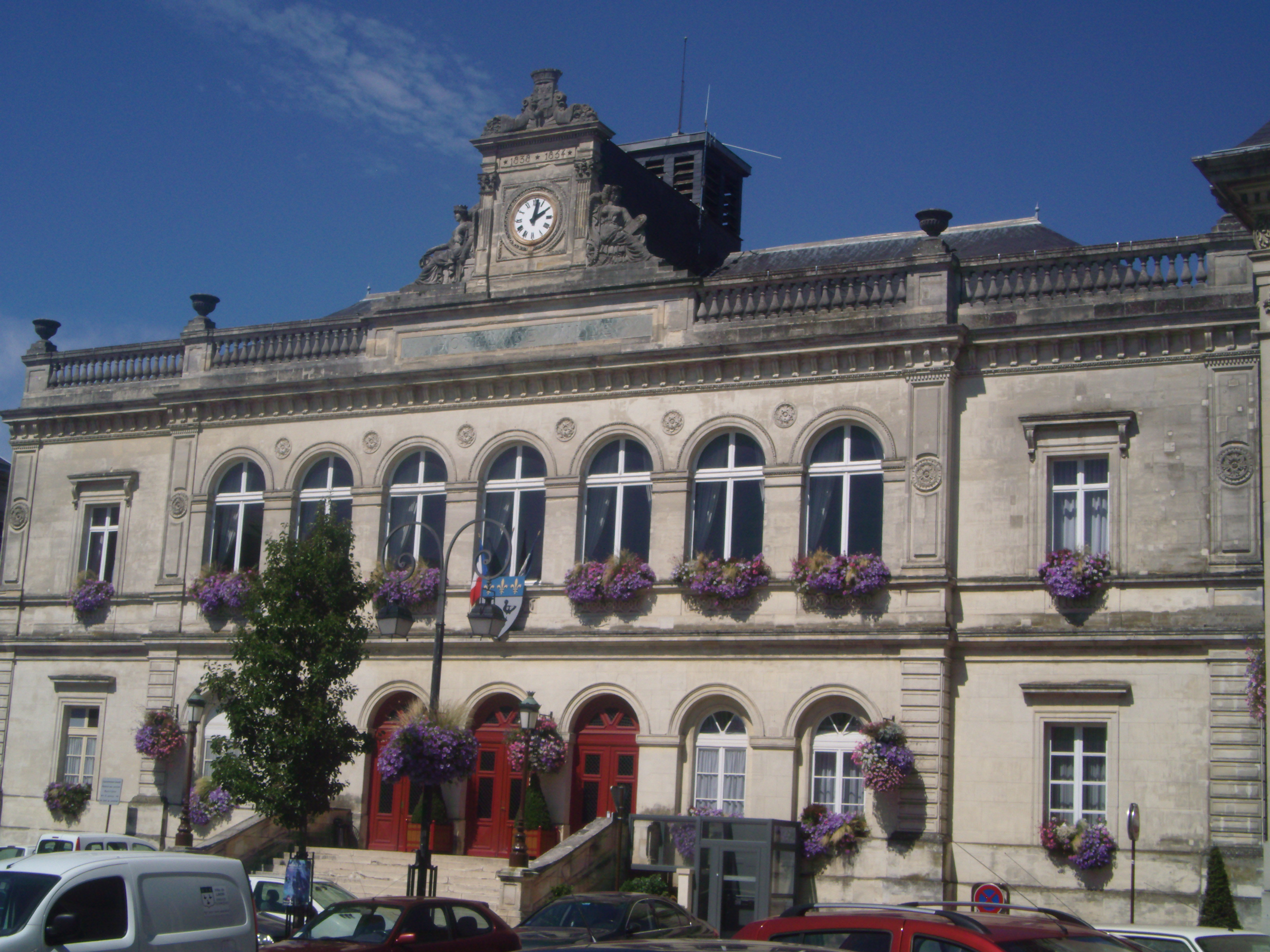
L'Hôtel de Ville